# Яковлев (компания)
ПАО «Яковлев» (до июля 2023 года — ПАО «Научно-производственная корпорация „Иркут“») — российская авиастроительная компания. Штаб-квартира расположена в Москве. Полное наименование — Публичное акционерное общество «Яковлев».
Из-за вторжения России на Украину, компания находится под санкциями 27 стран Евросоюза, США и ряда других государств

## История
Иркутский авиационный завод основан в 1934 году в Иркутске.
В 1992 году завод прошёл процесс приватизации. Позднее на базе завода было создано открытое акционерное общество «Научно-производственная корпорация „Иркут“».
В 2015 году корпорация «Иркут» стала победителем конкурса «Авиастроитель года» в номинации «За успехи в выполнении государственного оборонного заказа».
8 июня 2016 года представлен самолёт МС-21. 29 сентября — первый полёт учебно-тренировочного самолёта Як-152.
28 мая 2017 года — первый полёт пассажирского самолёта МС-21-300.

## Собственники и руководство
Основные владельцы компании на 2016 год — «Объединённая авиастроительная корпорация» (85,12 %), компания «Сухой» (9,45 %), в свободном обращении находится 5,43 % акций.
Председатель совета директоров компании — Юрий Слюсарь. Генеральный директор — Вадим Бадеха (по совместительству).

## Структура
ПАО «Яковлев» имеет следующую структуру:
- Корпоративный центр — обеспечивает комплексное управление.
- Инженерный центр им. А. С. Яковлева — разработка новой авиационной техники, а также модернизацию и конструкторское сопровождение эксплуатации ранее спроектированных самолётов.
- Иркутский авиационный завод — филиал в Иркутске. Производит Су-30, Як-130, компоненты для Airbus A320. Разворачивает производство МС-21.
- Филиал в Воронеже — участвует в разработке МС-21. Тесно взаимодействует с Воронежским акционерным самолётостроительным обществом.
- Филиал в Ульяновске — участвует в разработке МС-21. Тесно взаимодействует с «Авиастар-СП».

## Продукция

### Гражданские авиалайнеры
| Модель самолёта     | Фото | Дата первого полета | Дата ввода в эксплуатацию | Годы производства                      | Кол-во построенных самолётов | Кол-во самолётов в эксплуатации |
| ------------------- | ---- | ------------------- | ------------------------- | -------------------------------------- | ---------------------------- | ------------------------------- |
| MC-21               |      | 28.05.2017          | планируется в 2026        | 2016—н.в.                              | 8                            | 0                               |
| Sukhoi Superjet New |      | 23.08.2023          | планируется в 2026        | 2023—н.в.                              | 3                            | 0                               |
| SSJ100              |      | 19.05.2008          | 11.04.2011                | 2007—2022 (2020-2022 корпорация Иркут) | 219                          | 142                             |

### Военные самолёты
| Модель самолёта               | Фото            | Дата первого полета   | Дата ввода в эксплуатацию | Годы производства                                              | Кол-во построенных самолётов | Кол-во самолётов в эксплуатации                                       |
| Бомбардировщики               | Бомбардировщики | Бомбардировщики       | Бомбардировщики           | Бомбардировщики                                                | Бомбардировщики              | Бомбардировщики                                                       |
| ----------------------------- | --------------- | --------------------- | ------------------------- | -------------------------------------------------------------- | ---------------------------- | --------------------------------------------------------------------- |
| Ер-2                          |                 |                       |                           | 1944—1946                                                      |                              |                                                                       |
| Ил-4                          |                 |                       |                           | 1942—1944                                                      |                              |                                                                       |
| Ил-6                          |                 |                       |                           | 1943                                                           |                              |                                                                       |
| Ил-28                         |                 |                       |                           | 1953—1953                                                      |                              |                                                                       |
| Пе-2                          |                 | 22 декабря 1939 года  | 1941 год                  | 1941—1943                                                      | 11247                        | В 1954 году последний оператор (Югославия) сняла самолёт с вооружения |
| СБ                            |                 | 7 октября 1934        | 1936                      | 1936—1940                                                      | 6616                         | В 1951 году последний оператор (Испания) сняла самолёт с вооружения   |
| Ту-2                          |                 |                       |                           | 1947—1950                                                      |                              |                                                                       |
| Ту-14                         |                 |                       |                           | 1948—1953                                                      |                              |                                                                       |
| Як-28                         |                 | 05.03.1958            | 1960                      | 1963—1971                                                      | 1180                         | Снят с вооружения в 1984 году                                         |
| Учебно-тренировочные самолёты |                 |                       |                           |                                                                |                              |                                                                       |
| МиГ-23УБ                      |                 |                       |                           | 1970—1985                                                      |                              |                                                                       |
| Су-27УБК                      |                 |                       |                           | 1986                                                           |                              |                                                                       |
| Як-130                        |                 | 25.04.1996            | 02.2010                   | 2009—н.в.                                                      | >160                         |                                                                       |
| Як-152                        |                 | 29.09.2016            | (планируется)             | 2015—н.в.                                                      | 3 прототипа                  |                                                                       |
| Транспортный самолёт          |                 |                       |                           |                                                                |                              |                                                                       |
| Ан-12                         |                 |                       |                           | 1956—1962                                                      |                              |                                                                       |
| Ан-24                         |                 |                       |                           | 1967—1971                                                      |                              |                                                                       |
| Истребители                   |                 |                       |                           |                                                                |                              |                                                                       |
| И-14                          |                 |                       |                           | 1935—1937                                                      |                              |                                                                       |
| МиГ-27                        |                 |                       |                           | 1977—1983                                                      |                              |                                                                       |
| Пе-3                          |                 |                       |                           | 1942—1943                                                      |                              |                                                                       |
| Су-30                         |                 | 31 декабря 1989 года  | 1992                      | 1992—н.в.                                                      |                              |                                                                       |
| Самолёт-амфибия               |                 |                       |                           |                                                                |                              |                                                                       |
| Бе-200                        |                 | 24 сентября 1998 года | 2003                      | 1992—2011 (производство самолёта передано в ТАНТК им. Бериева) |                              |                                                                       |

## Основные дочерние компании
На конец 2015 года:
- ОАО «ОКБ им. А. С. Яковлева» : 75,46 %
- ЗАО «Бета Ир»: 72 %
- ЗАО «Техсервисавиа»: 51 %

## Основные финансовые показатели
Финансовые показатели за 2014 год, млрд р.: активы — 150,3; оборот — 59,4; чистая прибыль — 1. Финансовые показатели за 2015 год, млрд р.: активы — 178,3; оборот — 82,8; чистая прибыль — 1,5. Финансовые показатели за 2016 год, млрд р.: активы — 225; оборот — 99,9; чистая прибыль — 2,2.
Размер выручки по типам продукции за 2015 год, млрд р.:
- программа Су-30 — 42,9;
- программа Як-130 — 17,7;
- программа МС-21 — 16,7;
- кооперация с Airbus — 0,32;
- прочее — 2,55.

## Санкции
10 марта 2022 года, на фоне вторжения России на Украину, компания включена в санкционный список Канады «за роль в содействии или поддержке неспровоцированного и неоправданного вторжения президента Путина в Украину».
28 июня 2022 года корпорация и её дочерние компании внесены в блокирующий санкционный список США против «путинской военной машины». Кроме того, блокировке подлежат все организации на 50 и более процентов прямо или косвенно принадлежащие «Иркуту».
6 октября 2022 года корпорация внесена в санкционный список стран Евросоюза так как производит истребители, которые использовались Вооруженными силами России во время агрессивной войны России против Украины, таким образом, корпорация «Иркут» несет ответственность за материальную или финансовую поддержку действий, которые подрывают или угрожают территориальной целостности, суверенитету и независимости Украины.
По аналогичным основаниям корпорация внесена в санкционные списки Швейцарии, Украины и Новой Зеландии. С 27 января 2023 года под санкциями Японии.

## Авиация
«Иркут» имеет свидетельство эксплуатанта авиации общего назначения АОН-02-11-001 от 27.04.2011 и воздушные суда: самолёт Ан-12 (1 шт.), вертолёт Ми-8МТВ-1 (1 шт.).